# ストーンヘッズ
株式会社ストーンヘッズは、東京都目黒区に事業所を構えるアダルトゲーム制作会社。
1995年に有限会社アイデス（現F&C）から独立する形で株式会社ヘッドルームの協力のもと設立。
社名と同一名称の「STONE HEADS」レーベルの他、SM描写で知られる「PIL」、キリヤマ太一が原画を手がける「CODEPINK」や「Acaciasoft」等、またボーイズラブゲームブランドに「PIL/SLASH」がある。なお、「Acaciasoft」は2008年12月16日に活動停止を発表。

## 作品一覧
PIL
- 1995年03月31日 - SEEK 〜地下室の牝奴隷達〜
  - 1997年10月03日 - 地獄SEEK
  - 1999年06月25日 - SEEK2 -SADISTIC BABYLON-
- 1995年09月08日 - 学園ソドム 〜教室の牝奴隷達〜
- 1996年04月19日 - 堕落の国のアンジー 〜狂界の牝奴隷達〜
- 1996年07月26日 - PILcaSEX
- 1997年01月24日 - 女郎蜘蛛 〜呪縛の牝奴隷達〜
  - 2002年06月21日- 女郎蜘蛛 〜真伝〜
- 1998年02月13日 - SADISTIC MEDICINE
  - 2000年12月08日 - ナビキノカジツ 〜Sadistic Medicine PLUS〜
- 1998年07月17日 - LAST CHILD 〜14th Nervous Breakdown〜
- 1998年08月28日 - Revolver
  - 2002年08月30日 - Revolver357MAG
- 1998年12月18日 - MAID iN HEAVEN 〜愛という名の欲望〜
  - 1999年08月27日 - MAID iN HEAVEN 生乳版
  - 2005年03月18日 - MAID iN HEAVEN SuperS
- 1999年07月23日 - ドライブ･ミー･クレイジー 〜The School of Pain〜
- 1999年08月27日 - WAM -xxxnovel.wetandmessy.com-
- 2001年02月23日 - ねこえすえむ
- 2001年12月14日 - タイピングSM 鞭打
- 2009年07月10日 - 仏蘭西少女

NEOPIL
- 2001年04月27日 - 純愛系。

PIL/SLASH
- 2006年05月26日 - マスカレード 〜地獄学園SO/DO/MU〜（「学園ソドム」のボーイズラブ版）
- 2007年08月24日 - コイビト遊戯
- 2011年03月30日 - 神学校 -Noli me tangere-
- 2014年10月03日 - PigeonBlood
- 2017年11月30日 - Paradise
- 2018年10月12日 - Paradise 結 -MUSUBI-
- 2019年07月26日 - Paradise 極 -KIWAME-
- 2021年06月25日 - ディストピアの王
- 2021年08月27日 - Paradise Animation Direct

AcaciaSoft
- 2003年11月21日 - シスターコントラスト!
- 2007年01月26日 - 夏めろ

CODEPINK
- 2006年07月28日 - SEXFRIEND 〜セックスフレンド〜
- 2007年12月14日 - Sweet Home 〜Hなお姉さんは好きですか?〜
- 2008年12月12日 - 皇涼子のBitchな1日
- 2012年8月24日 - ヌキアニ!! Vol.1 イッてイカせてブッかけて つるぺたツンデレ処女 & セクハラ大好き巨乳女子大生 with Sweet Home
- 2012年12月14日 - ヌキアニ!! Vol.2 メガネにたっぷりブッかけて ドすけべザーメンサイエンティスト&マシュマロ爆乳ウェイトレス with Sweet Home
- 2013年7月12日 - ヌキアニ!! Vol.3 たべごろバストにぶっかけて 欲求不満なムッチリ発情お母さん with Sweet Home
- 2013年7月12日 - ヌキアニ!! Sweet Home
- 2020年6月26日 - ヌキアニ!! メガネでおっぱいな女教師の淫乱学園生活with皇涼子のBitchな1日

Jam
- 1996年08月02日 - Cherry Jam 〜彼女が裸に着替えたら〜
- 1996年11月15日 - 魔法少女隊うぉーず Magical Jam
- 1996年12月27日 - ぱじゃまJam
- 1997年05月30日 - HiすくーるJam -ザ・スクール・プレジデント-
- 1997年11月14日 - Nails
- 1998年05月28日 - 生足クラブ5×5
- 1998年09月25日 - My Girl
- 1999年10月22日 - ハーレムレーサー 〜恋のレギュレーション待ったなし!〜
- 1999年12月17日 - 女の子どうし 〜Girl Playing Game〜
- 2000年03月31日 - 絶滅キング 〜世紀末淫乱狂想曲〜
- 非売品 - 核融合少女リップルちゃん（ハーレムレーサー、女の子どうし、絶滅キングにそれぞれ付属している応募券をストーンヘッズ本社に郵送すれば交換できた）

STONE HEADS
- 2000年06月23日 - 聖コスプレ学園ゲーム分校
- 2000年07月14日 - 変態チャンネル アブノーマルTV
- 2000年11月24日 - 欲望執行人
- 2001年06月29日 - XXXXX（ファイブ・エックス）

## 主なスタッフ
シナリオ
- 丸谷秀人（まるちゃん）

システム
- 荒縄猫太

元スタッフ
- 田所広成（たどころ ひろなり） - 元F&C社員で、創業者･元代表取締役。経営権を譲渡して辞任後、アナログファクトリーを設立し、「実姉妹」などを製作した。また、菅野ひろゆきと組んで「仄かに視える絶望のmemento ～Remember that I love you.～」（デジアニメ・コーポレイション、開発はフライングシャイン）を製作した。「SEEK」等、初期作品の殆どのシナリオを「南泌流夫」名義で担当。F&C社員時代は「電撃ナース」制作に携わる。インディーズバンド活動の経験があり、楽曲提供なども行なっていた。2018年12月8日死去[1]。
- ふじみやみすず -「さくらめーる」名義で作画を担当。
- キリヤマ太一 - 原画担当。「MAID iN HEAVEN」などを手がける。2019年7月下旬死去[2]。
- バルサン保坂 - 広報・営業担当。ゲームショップサイトでコラムを連載していた。「水子一郎」名義で主題歌なども担当。